# فهرست جشنواره‌های ایران
این صفحه فهرستی است از جشنواره‌های مختلفی که به صورت رسمی در ایران برگزار می‌شوند یا شده‌اند. همچنین جشنواره‌هایی که در کشورهای دیگر توسط ایرانیان و با موضوعات مرتبط با ایران برپا می‌شوند در این فهرست جای دارند.

## جشنواره‌های هنری
- جشنواره بین‌المللی فیلم رشد قدیمی ترین جشنواره ایران
- جشنواره سینمایی سپاس منحل شده
- جشنواره جهانی فیلم تهران منحل شده
- جشن خانه سینما
- جشنواره بین‌المللی فیلم کوتاه تهران
- جشنواره سینما حقیقت
- جشنواره فیلم فجر
- جشنواره تئاتر فجر
- جشنواره موسیقی فجر
- جشنواره هنرهای تجسمی فجر
- جشن منتقدان سینمایی
- جشنواره بین الملی فیلم کوتاه نهال
- جشنواره بین‌المللی هنر برای صلح
- جشنواره فیلم دانشگاه تهران
- جشنواره ملی سینمای جوانان ایران
- جشنواره ملی فیلم دانشجویی
- جشنواره بین‌المللی فیلم شهر
- جشنواره بین‌المللی کاریکاتور انسان و طبیعت
- جشنواره بین‌المللی فیلم یاس
- جشنواره بین‌المللی فیلم مقاومت
- جشنواره هنر ایران
- جشن دنیای تصویر
- جشنواره بین‌المللی امید
- جشنواره فیلم عمار
- همایش فرهنگی و هنری کارشناسان فرهنگی دانشگاه های سراسر کشور
- جشنواره اینترنتی سینما نوین
- جشنواره بین المللی همام
- جشنواره ملی معروف
- جشنواره نوای خرم
- جشنواره ملی فیلم سایه

## جشنواره‌های فرهنگی و ادبی
- جشنواره ملی معروف
- جشنواره توس
- جشنواره شب‌های شهریور
- همایش فرهنگی و هنری کارشناسان فرهنگی دانشگاه های سراسر کشور

## جشنواره‌های دینی
- جشنواره ملی معروف
- جشنواره ملی قرآن دانشجویان
- جشنواره ملی طلیعه ظهور
- جشنواره ملی قرآن
- جشنواره بین‌المللی، فرهنگی و هنری امام رضا (ع)
- جشنواره ملی فیلم‌های قرانی
- جشنواره طوبی
- جشنواره علامه حلی

## جشنواره‌های رسانه‌ها
- جشنواره مطبوعات
- جشنواره و نمایشگاه ملی رسانه‌های دیجیتال
- جشنواره زیر چتر لبخند

## جشنواره‌های کودکان و نوجوانان
- جشنواره بین‌المللی فیلم‌های کودکان و نوجوانان
- جشنواره بین‌المللی فیلم رشد
- جشنواره فیلم کوتاه مدرسه
- جشنواره عکس و گرافیک مدرسه

## جشنواره‌های زنان
- جشنواره بین‌المللی زنان سرزمین من
- جشنواره ملی اختراعات، ابتکارات و نوآوری‌های زنان

## جشنواره‌های علمی و فناوری
- جشنواره خوارزمی
- جشنواره دانشجوی نمونه
- جشنواره رازی
- جشنواره ملی حرکت
- جشنواره ملی پایان نامه های دانشجویی
- جشنواره اندیشمندان و دانشمندان جوان

## جشنواره‌های دولت و نهادها
- جشنواره فجر برای دهه فجر
- جشنواره ملی کارآفرینان برتر
- جشنواره مقاومت
- جشنواره عمار

## جشنواره‌های خارج از ایران
- جشنواره میان‌کهکشانی موسیقی ایرانی
- جشنواره بین المللی فیلم کوتاه عباس کیارستمی